# Komáří vrch (rezerwat)
Komáří vrch – rezerwat przyrody nr ew. 574 w pobliżu gminy Orlické Záhoří w Powiecie Rychnov nad Kněžnou. Zarządza nim Agentura ochrany přírody a krajiny ČR Správa CHKO Orlické hory (Agencja Ochrony Przyrody i Krajobrazu Republiki Czeskiej – zarząd Obszaru Chronionego Krajobrazu Góry Orlickie).

## Powód ochrony
Powodem ochrony jest górska buczyna na grzbiecie Gór Orlickich.

## Położenie
Obszar rezerwatu obejmuje partię szczytową szczytu o tej samej nazwie i wysokości 991 m w centralnej części Gór Orlickich na północny wschód od gminy Říčky v Orlických horách. Część obszaru jest ogrodzona. Rezerwat jest dostępny grzbietowym czerwonym szlakiem turystycznym przechodzącym jego północnym skrajem i oznaczonym na czerwono szlakiem rowerowym nr 4071 przechodzącym jego południowym skrajem. Wewnątrz obszaru znajduje się kilka obiektów czechosłowackich przedwojennych umocnień.